# Anaxita sophia
Anaxita sophia är en fjärilsart som beskrevs av Paul Dognin 1901. Anaxita sophia ingår i släktet Anaxita och familjen björnspinnare. Inga underarter finns listade i Catalogue of Life.